# Nanorana rarica

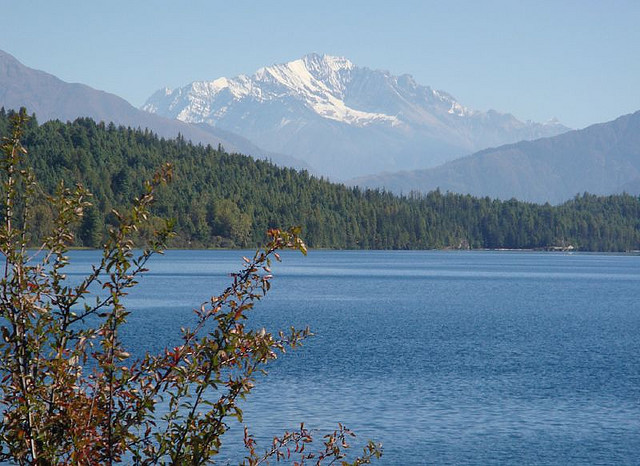
Nanorana rarica fou descoberta al Llac Rara.

Nanorana rarica és una espècie de granota endèmica de l'oest del Nepal. Rep el seu nom a causa que fou descoberta al Llac Rara, a uns 3000 metres d'altitud, al Parc Nacional Rara del Nepal. Les informacions sobre la seva presència al Royal Chitwan National Park (Schleich 1993) requereixen confirmació. Està associada a boscos montans tropicals i llacs. Ha estat estudiada recentment per Shrestha (2001).

## Publicacions originals
- Dubois & Matsui, 1983 : A new species of frog (genus Rana, subgenus Paa) from western Nepal (Amphibia: Anura). Copeia, 1983, p. 895-901.
- Dubois, Matsui & Ohler, 2001 : A replacement name for Rana (Paa) rara Dubois & Matsui, 1983 (Amphibia, Anura, Ranidae, Raninae). Alytes, Paris, 19, p. 2-4.